# Ober-Ingelheimer Ortsbefestigung

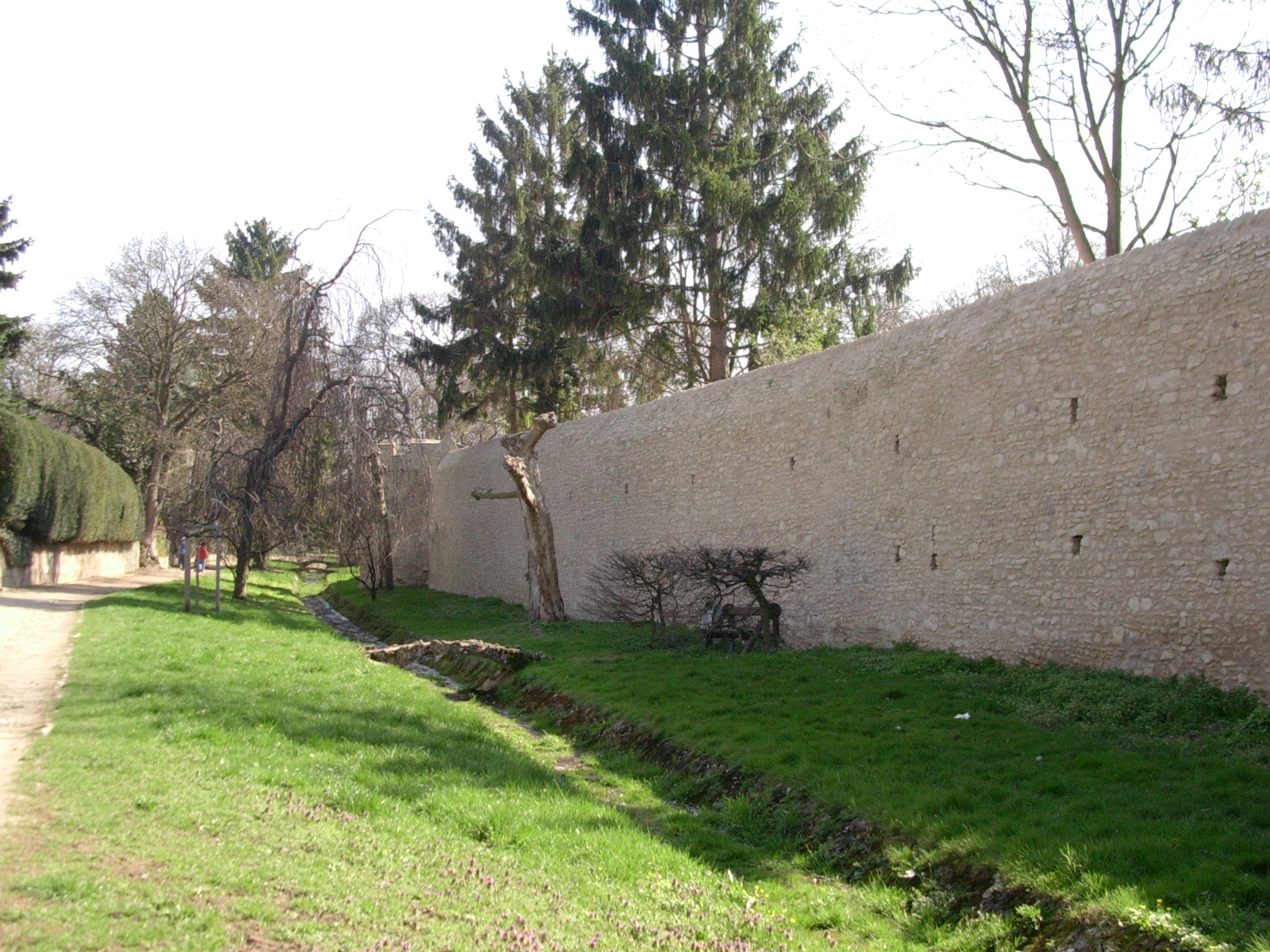
Ortsmauerabschnitt Seufzerpfad

Die Ober-Ingelheimer Ortsbefestigung umschloss Ober-Ingelheim seit Anfang des 15. Jahrhunderts, bis sie schließlich im Laufe des 19. Jahrhunderts an Bedeutung verlor. Heute ist die Anlage eine Denkmalzone.

## Geschichte

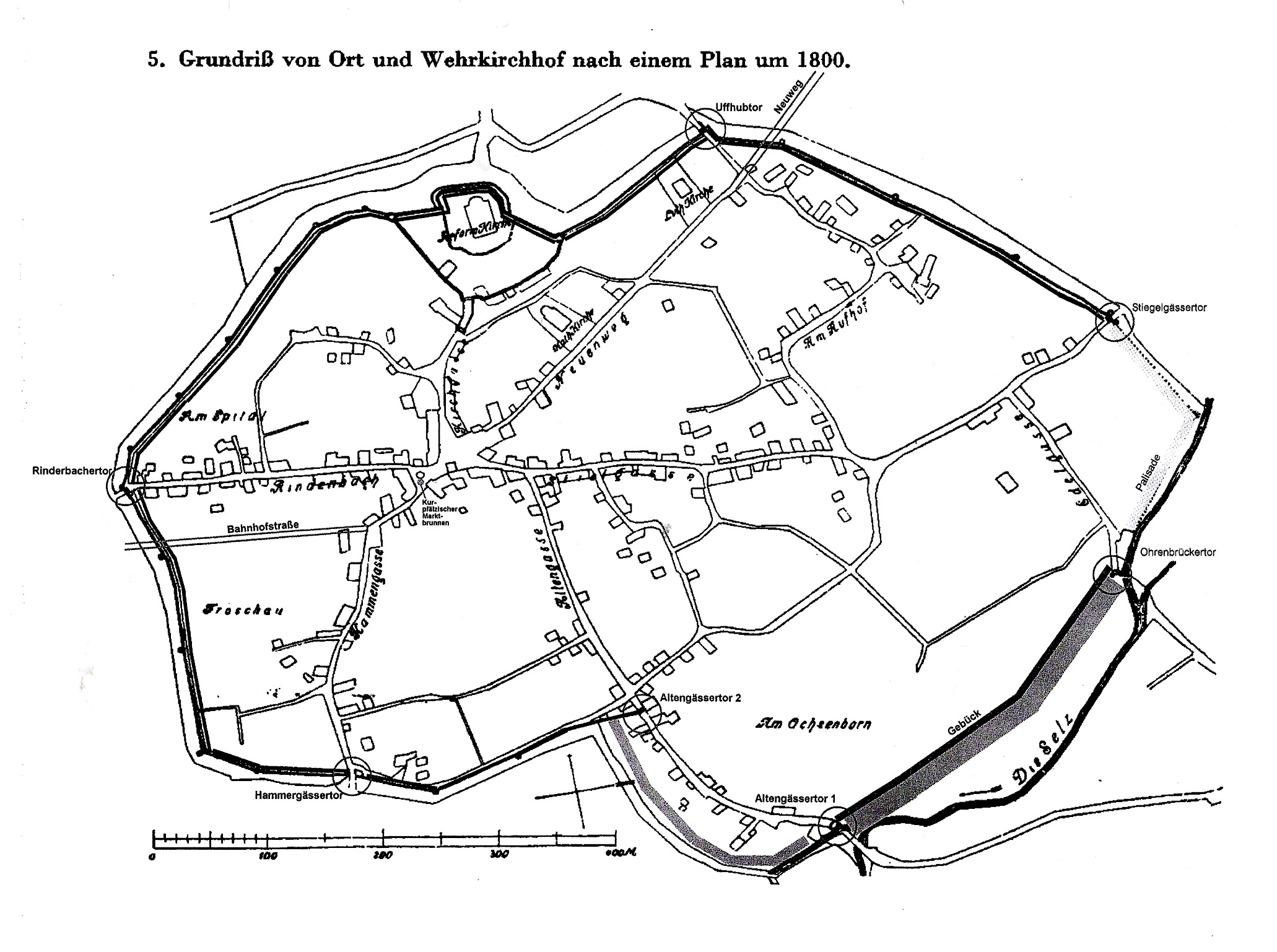
Ortsplan von 1800 mit Ortsmauer

Die Anlage stammt aus dem 14. bis 15. Jahrhundert, die Wehranlage an der Burgkirche stammt aus dem 12. Jahrhundert. Die Ortsbefestigung wurde nötig zum Schutz des Besitzes der Adelsfamilien in Ober-Ingelheim. Unterschiedliche Mauertechnik und unterschiedliches Steinmaterial geben Hinweise auf mehrere Bauabschnitte. Nach den Ortsplänen war die Anlage noch um 1800 weitgehend erhalten. Das änderte sich mit den Durchbrüchen des Neuwegs 1830 südlich sowie mit dem nördlichen Durchbruch 1876 der Bahnhofstraße. Damit verlor die Ortsbefestigung mehr und mehr an Bedeutung, verfiel oder wurde als Steinbruch benutzt. Seit den 1990er bemüht sich die Stadt Ingelheim um die Erhaltung der noch vorhandenen Bausubstanz.

## Ortsmauer
Die Turmbewehrte Ringmauer bestand aus Kalkbruchsteinen und Lesesteinen und war sechs bis acht Meter hoch. Sie verfügte über 16 Türme und sieben zum Teil bewohnte Tore. Außerdem waren ihr ein Gebück sowie Wall und Graben vorgelagert. Da die Selz westlich des Ortes zu damaliger Zeit stark versumpft war, war dort eine Befestigung nicht nötig. Der heute besterhaltene Teil ist der Abschnitt um die Burgkirche und der nördliche Abschnitt vor der Burgkirche, bei Letzterem ist der ehemalige Graben noch zu erkennen.

## Tore

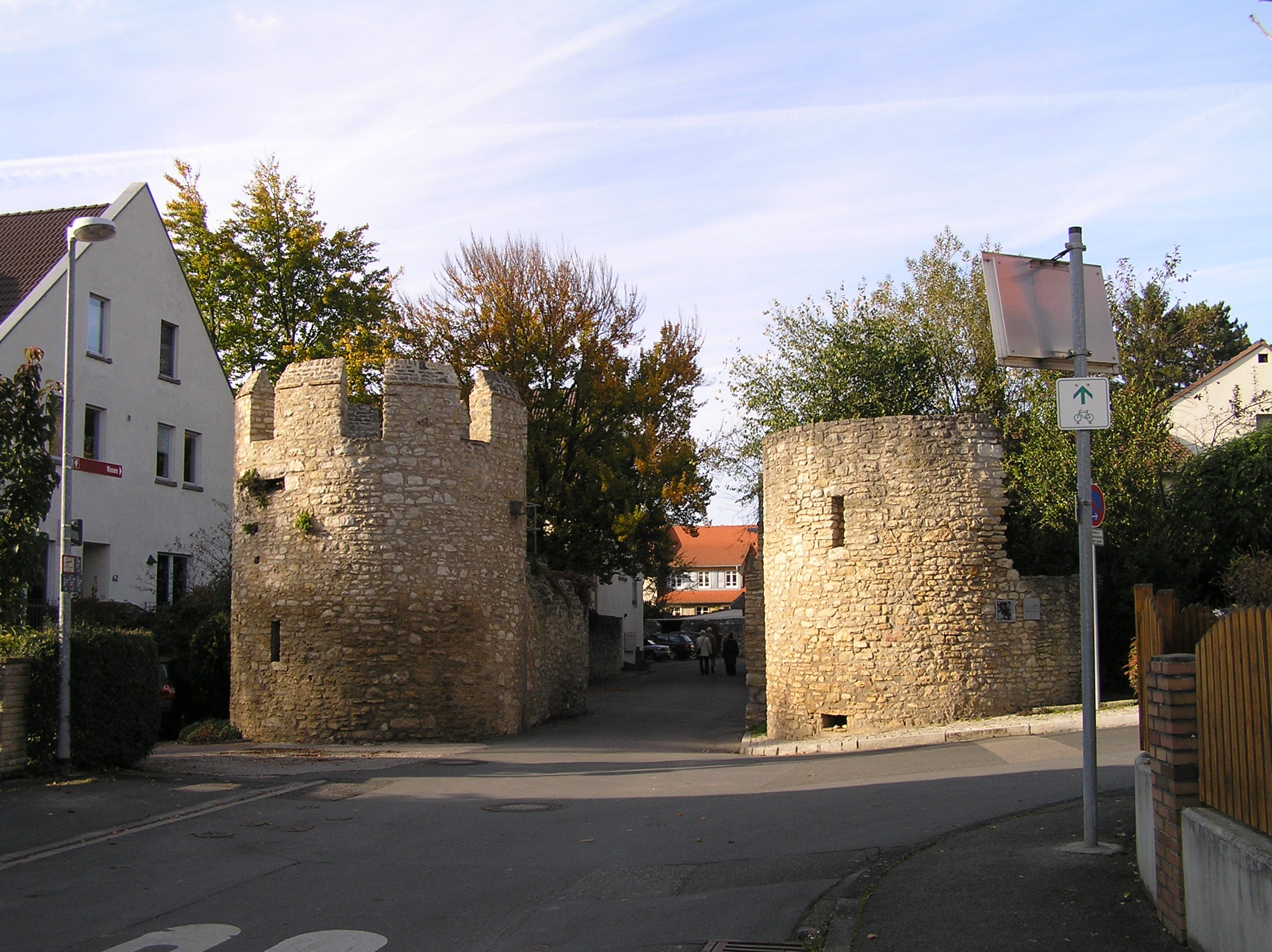
Stiegelgässer Tor vom Süden

Beim Uffhubtor handelt es sich um das jüngste und gleichzeitig besterhaltene Stadttor. Es führte in Richtung Wackernheim und Mainz. Das westliche Ohrenbrücker Tor führte über die damals sumpfige Selz in Richtung Westerberg. In den 1960er Jahren wurde der Torbogen nach dem Vorbild de Uffhubtores rekonstruiert. Südwestlich liegt das Stiegelgässer Tor, es war auch nachts zu passieren, wenn die Haupttore geschlossen waren. Beim Stiegelgässer Tor passierte man zuerst einen Steg, daher auch der heutige Name Stieg, um in den Ort zu kommen. Das Altengässer Tor war das Tor Richtung Gau-Algesheim. Es befand sich am westlichen Ende der heutigen Altengasse und ist nicht mehr erhalten. Nördlich lag das Rinderbacher Tor, das die Verbindung der beiden Orte Nieder- und Ober-Ingelheim war. Es wurde bereits im 19. Jahrhundert abgebrochen und durch ein Wohnhaus ersetzt, bis es in den 1970er Jahren ganz entfernt wurde. Das Hammergässer Tor, das heute nicht mehr erhalten ist, war die Verbindung zwischen Sporkenheim und Ober-Ingelheim. Heute befindet sich auf dem Areal ein Neubaugebiet. Es ist davon auszugehen, dass bis auf das Uffhubtor alle Stadttore einen ähnlichen Baustil hatten. Die Tore wurden stets morgens um 4 Uhr geöffnet und wurden abends um 8 Uhr wieder geschlossen. Die Toranlagen waren allesamt von einem Torwächter bewohnt.

## Türme
Es sind noch eine Reihe an Spitzkegeltürme erhalten geblieben, die heute zum Teil bewohnt sind. Der Malakoffturm ist der markanteste Teil der Wehranlage im Bereich der Burgkirche. Er ist ein doppelgeschossiger Rundturm mit Kuppelgewölbe im oberen Geschoss und intaktem Hocheingang. Zudem ist noch ein Verlies mit Kreuzgratgewölbe vorhanden.